# 令和6年台風第11号
令和6年台風第11号（れいわ6ねんたいふうだい11ごう）は、2024年9月1日夜に発生した台風である。別名「ヤギ」（日本が提案した名前）（Yagi）/ DD BOB05。8月31日にパラオ付近で低圧部の生成が確認され、翌日の9月1日には台風の発達にまで至った。最盛期の中心気圧は915hPa、最大風速は秒速55m/s（日気象庁基準）で、最強クラスである「カテゴリー５」のハリケーンに匹敵する「スーパー台風」となった。

## 概要

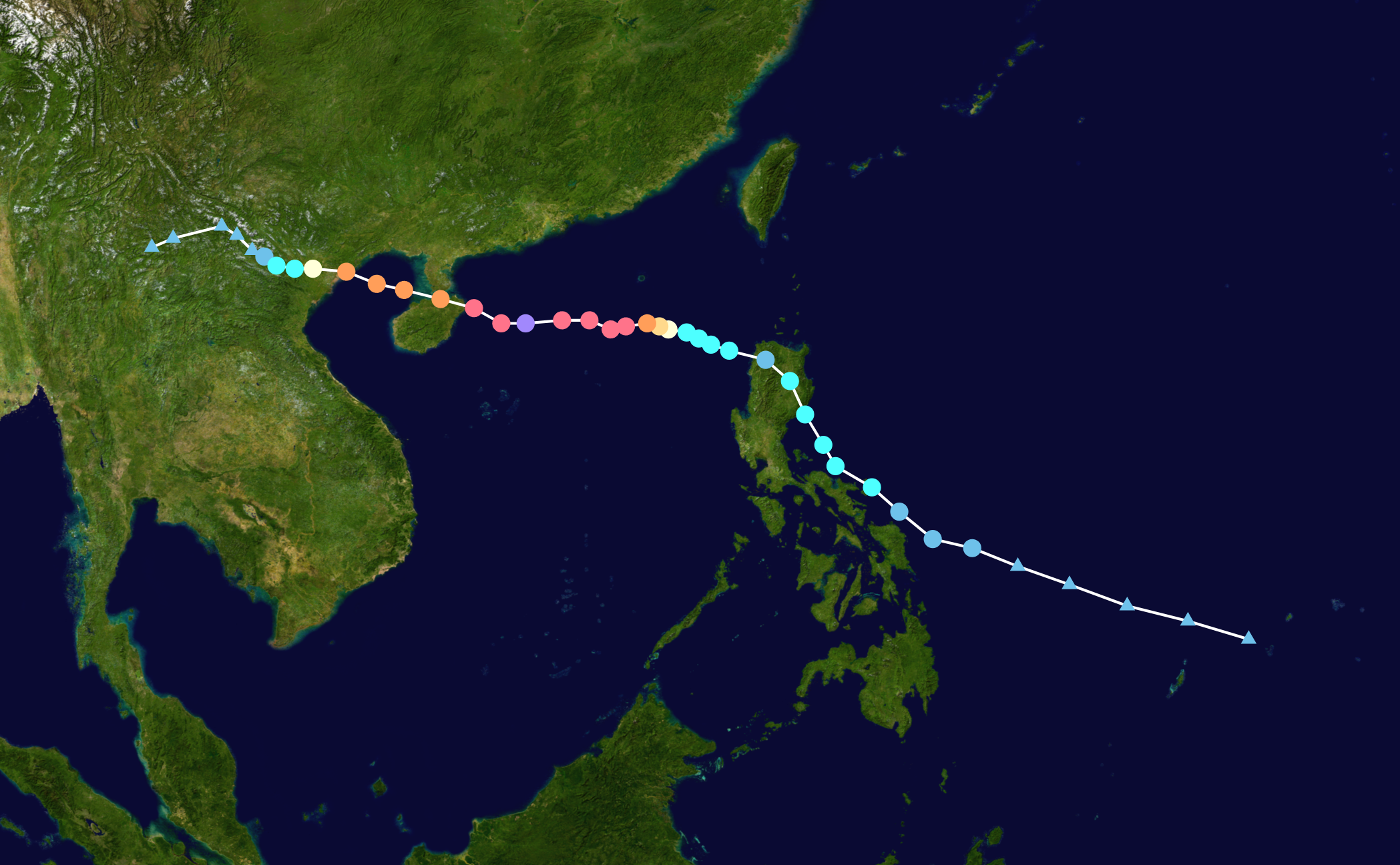
台風の進路図

9月2日には、トロピカル・ストームの勢力でフィリピンに上陸して、死者20人・行方不明者68人を記録した。その後台風はやや衰弱したものの、南シナ海へ西進。
9月4日～9月5日にかけて急速に発達し、9月5日の夜には中心気圧は915hPa、最大風速は55m/sに至った。その後、幾度かの目の取り換え期間（ERC）に入ったため、勢力は気象庁が当初予想していたよりも発達はしなかった。
9月6日には、中国の海南省に上陸。実測値で921.9hPa・最大風速67.9m/sを記録し、中国の歴史上最も強い台風となった。その後やや衰弱したものの、ベトナムの東海域に出たところで再び急速に発達。9月7日から8日にかけては935hPa・最大風速50m/sの勢力で、ベトナムのハイフォン付近へ上陸した。これにより各国の半導体製造工場はダメージを受け、上陸地点付近にあった工場は20日間の機能停止に陥った。
上陸した後は急速に衰えて、9月8日には熱帯低気圧となった。その後衰弱を続けながらも、西進を続け、9月11日ごろにはミャンマーへ到達した。ミャンマーでは大規模な土砂災害や、水鉄砲が発生し、437人の死者を記録した。
その後はやや発達の傾向を見せ、9月12日には進行方向の西側にあった擾乱を吸収した。
9月13日の昼頃には、ミャンマーを経てアンダマン海へ西進した後、やや南進し、日本時間の9月14日の未明に、バングラディシュ南部に、ディプレッション（インド気象局基準）の勢力で上陸。その後上陸したまま発達を続け、9月14日の昼頃にディープ・ディプレッションの勢力へ至った。
インドの上空を通過しており勢力を保ったまま、ニューデリー付近に到達した。

## 経過
- 9月7日-8日、猛烈な勢力でベトナム北東部を直撃し、各地に甚大な被害をもたらした。南シナ海を北上し、ベトナム北部のクアンニン省に上陸。クアンニン省では約2万戸の家屋で屋根が飛ばされ、数十隻の観光船や漁船が沈没した。また、首都ハノイ市では倒木が2万5000本に達した。北部各地では浸水被害が発生。北部のフートー省では突然、橋が崩れ落ちてトラックが転落。この事故で川に落ちた車両は10台以上。少なくとも13人が行方不明となった。国営ベトナム通信はバクザン省の一部地域で河川の水位が上昇し、8日には集落が孤立した[6][7]。9日夜時点で死者35人不明者24人。ベトナムに上陸した台風としては30年に一度の極めて強い台風だった[7][8]。8日、北西部で熱帯低気圧に勢力を弱めたものの、各地で壊滅的な被害が発生。各地で倒木が見られた[3]。

- 9月9日、中国南部に上陸すると、勢力は一時、最強クラスのハリケーンレベルまで発達。中心付近の最大瞬間風速は65m/hで、貯水タンクや窓ガラスはサッシごと根こそを吹き飛ばすなど甚大な被害をもたらした。家屋の倒壊などで少なくとも3人が死亡。被災者は約123万人に上った[3]。